# おとぎ話を忘れたくて
『おとぎ話を忘れたくて』（原題:Nappily Ever After）は2018年に配信されたアメリカ合衆国のロマンティック・コメディ映画である。監督はハイファ・アル＝マンスール、主演はサナ・レイサンが務めた。本作はトリシャ・R・トーマスが2001年に発表した小説『Nappily Ever After』を原作としている。

## 概略
ヴァイオレットは完璧な人生を歩んでいるかに見えた。彼女は広告会社の重役として申し分ない働きをしており、恋人のクリントとの交際も順調であった。そんなヴァイオレットの自慢の一つは艶やかな長髪であった。その維持には相当な時間と金がかかっていたが、ヴァイオレットはやたらと髪にこだわりを持っていた。惚れ惚れするほど美しい髪に、自分の完璧な人生を重ね合わせていたためである。
ヴァイオレットは自分の誕生日にクリントが求婚してくると確信していたが、クリントは犬をプレゼントしてくれただけだった。クリントへの愛が一気に醒めたため、ヴァイオレットは彼に別れを切り出した。その日を境に、完璧だったはずのヴァイオレットの人生は乱れ始めた。仕事面では重要な顧客を失い、美容院で髪のセットをミスされるなど、踏んだり蹴ったりだった。やがて、ヴァイオレットは今まで執着していた完璧な人生が自分が本当に望んでいる生き方ではなかったことを悟り、完璧さの象徴であった長髪を全部剃った。一瞬後悔したものの、ヴァイオレットは徐々に自信を取り戻していった。
しかし、優秀なヴァイオレットを以てしても、今までの生き方を変えることは困難を極めるものであった。

## キャスト
※括弧内は吹き替え声優
- サナ・レイサン - ヴァイオレット・ジョーンズ（ちふゆ）
- アーニー・ハドソン - リチャード・ジョーンズ（世古陽丸）
- リリク・ベント - ウィル・ライト
- リン・ウィットフィールド - ポーレット・ジョーンズ （杉村理加）
- リッキー・ウィトル - クリント（小林親弘）
- カミーユ・グアティ - ウェンディ
- ブリトニー・S・ホール - ナターシャ
- ダリア・ジョンズ - ゾーイ・ライト

## 製作
2003年、ユニバーサル・ピクチャーズはトリシャ・R・トーマスの小説『Nappily Ever After』の映画化に着手し、パトリシア・カルドーゾを監督に起用すると発表した。脚色はティナ・ゴードン・キスムが手掛け、リサ・ルーマーがそれをリライトした。2004年9月には、ハル・ベリーに出演オファーが出ていると報じられた。
2017年8月15日、Netflixが長らく塩漬け状態になっていた本作の製作を再開し、ハイファ・アル＝マンスールを監督に、サナ・レイサンとアーニー・ハドソンを起用すると発表した。21日、リン・ウィットフィールドが本作に出演するとの報道があった。9月、リッキー・ウィトル、リリク・ベント、カミーユ・グアティ、ブリトニー・S・ホールがキャスト入りした。

### 撮影
2017年8月28日、本作の主要撮影がジョージア州アトランタで始まった。なお、主人公がスキンヘッドになるシーンの撮影に当たって、サナ・レイサンは実際に頭を丸めた。